# Varilla
Varilla A.Gray, 1849 é um género botânico pertencente à família Asteraceae.

## Espécies
- Varilla mexicana A.Gray
- Varilla texana A.Gray